# Liste der Monuments historiques in Guyonvelle
Die Liste der Monuments historiques in Guyonvelle führt die Monuments historiques in der französischen Gemeinde Guyonvelle auf.

## Liste der Immobilien
| Bezeichnung    | Beschreibung            | Standort                 | Kennzeichnung | Schutzstatus | Datum | Bild |
| -------------- | ----------------------- | ------------------------ | ------------- | ------------ | ----- | ---- |
| Friedhofskreuz | aus dem 15. Jahrhundert | Rue des Maprelles (Lage) | PA00079066    | Inscrit      | 1927  |      |

## Liste der Objekte
| Bezeichnung                      | Beschreibung           | Standort                    | Kennzeichnung | Schutzstatus | Datum | Bild |
| -------------------------------- | ---------------------- | --------------------------- | ------------- | ------------ | ----- | ---- |
| Grabstein für Jeanne de Fouchier | Stein, bezeichnet 1583 | in der Kirche St-Luc (Lage) | PM52000509    | Classé       | 1963  |      |